# Agoney
Agoney Hernández Morales, conegut simplement com a Agoney   (Adeje, 18 d'octubre de 1995), és un cantant canari que es va donar a conèixer al concurs televisiu Operación Triunfo, on va quedar en sisena posició. També va ser un dels candidats a representar Espanya al festival d'Eurovisió. A causa del seu gran potencial vocal i a la versatilitat de la seva veu ha estat anomenat «el canari de la veu d'or» o simplement el «canari d'or».

## Carrera

### Inicis
Va començar a tocar la trompeta als 6 anys i als 14 anys va iniciar classes de cant. Va estudiar batxillerat en Arts Escèniques i abans d'entrar a OT era cantant en un hotel de Tenerife.

### Operación Triunfo 2017
El 2017 es va presentar als càstings d'Operación Triunfo 2017 i va ser triat com uno de les 16 participants del talent show. Va quedar 6è a OT i va ser l'últim expulsat de l'edició, però va optar a representar a Espanya a Eurovisió gràcies a la cançó «Magia» que cantava a duo amb Miriam Rodríguez. Entre les seves actuacions més destacades al programa es troben «Runnin'» de Naughty Boy i Beyoncé que va cantar al costat de Miriam Rodríguez, «Symphony» de Clean Bandit i Zara Larsson que va interpretar al costat de Nerea Rodríguez, «Mans Buides» de Miguel Bosé i Rafa Sánchez costat de Raoul Vázquez o «Eloise» de Tino Casal que va interpretar en solitari.

### 2018 - present
Després de completar el programa televisiu, va començar la seva carrera en solitari. Entre octubre i desembre de 2018, va realitzar la seva primera gira en solitari. La gira va començar l'11 d'octubre de 2018 a la seva localitat natal, Adeje, i ha visitat les principals ciutats espanyoles com Madrid, València, Barcelona o Saragossa. És molt actiu a les xarxes on penja covers d'artistes. També ha participat en diversos videoclips.

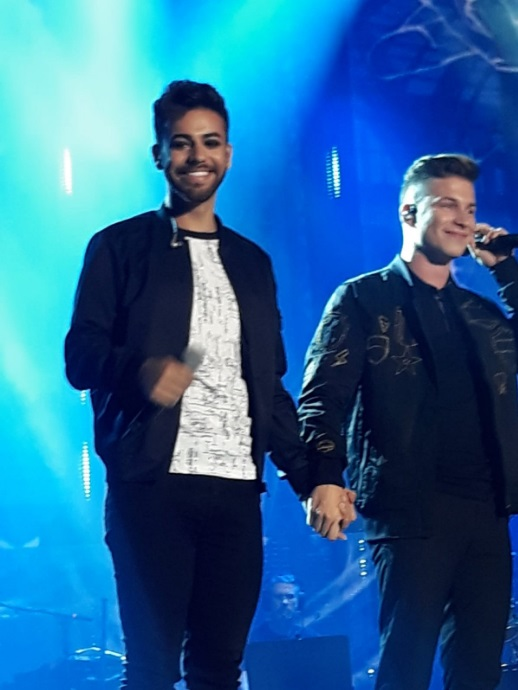
Agoney Hernández després de cantar "Manos Vacías" amb Raoul Vázquez al Bizkaia Arena

S'ha convertit en una icona de la comunitat LGBT, de fet, va ser un dels pregoners de l'Orgull LGTBI+ de Madrid 2018.
El novembre de 2019, Agoney realitzà la primera gira musical fora d'Espanya, més concretament, a l'Argentina. L'agost de 2020 va publicar el seu àlbum debut «Libertad», que s'ha situat com l'àlbum més escoltat a iTunes Espanya i el més venut de país.
El 26 d'octubre del 2022, se'n va anunciar la participació al Benidorm Fest 2023, celebrat per a seleccionar la candidatura representant d'Espanya al Festival de la Cançó d'Eurovisió d'aquell any. El 19 de desembre, Agoney va publicar a les seves xarxes socials la cançó «Quiero arder», la seva candidatura per al Benidorm Fest 2023, i va consolidar-se com el gran favorit del públic. En la primera semifinal, amb 161 punts, va ser l'artista victoriós i va passar a la final. Finalment, va quedar en segon lloc, només superat per Blanca Paloma amb 24 punts de marge.

## Senzills
Discos
- 2020: «Libertad»
- 2022: «Libertad Tour»
- 2024: «Dicotomía»

En solitari
- 2018: «Quizás»
- 2019: «Black»
- 2020: «Libertad» (preludi)
- 2020: «Más»
- 2020: «Edén»
- 2021: «Soy Fuego»
- 2021: «¿Quién Pide Al Cielo Por Ti?»
- 2021: «Cachito»
- 2022: «Bangover»
- 2022: «Quiero arder»
- 2023: «Intacto»
- 2024: «Tormenta»
- 2024: «Éxtasis»

Col·laboracions
- 2018: «El Mundo Entero» (amb Aitana, Ana Guerra, Mimi Doblas, Raoul Vázquez ì Maikel Delacalle)
- 2020: «Strangers» (amb Brian Cross)
- 2020: «Sin Miedo 2020» (amb Rosana Arbelo, Álex Ubago, Efecto Pasillo, Mónica Naranjo, Rosario Flores, Soledad Pastorutti, etc)
- 2020: «Piensa En Positivo» (amb Ana Mena, Vega, Rafa Sánchez, etc)